# وراگبی
latitudeوراگبیlongitudeوراگبی
وراگبی (به انگلیسی: Wragby) یک روستا در بریتانیا است که در میدلند شرقی واقع شده‌است.

## خصوصیات
وراگبی ۱٬۳۶۱ نفر جمعیت دارد.